# Musée du Bonsaï

Le musée du Bonsaï était situé à Châtenay-Malabry dans les Hauts-de-Seine.
Aménagé dans un parc à la japonaise sur près de 1 000 m2, le musée regroupe environ 9 000 bonsaï âgés de 6 ans à plus de 300 ans.
Au 23 septembre 2016, le musée est fermé et doit laisser place à un programme immobilier en cours de commercialisation. Une partie de la collection a été rachetée par le Département des Hauts-de-Seine et est présentée dans les serres de l’Arboretum voisin. 